# Nao Albet
Nao Albet Roig (Barcelona, 24 de diciembre de 1990) es un actor, director de teatro, dramaturgo, compositor y músico español. Conocido principalmente por su papel de Marcelo en la serie de Televisión Española Cuéntame cómo pasó, y en Cataluña por protagonizar la popular telenovela de TV3, Ventdelplà, ha realizado la mayor parte de su carrera como actor de teatro y destacó, haciendo equipo con Marcel Borràs, como autor y director de premiados montajes teatrales.

## Biografía
Sus inicios como actor se debieron a una casualidad, cuando el hijo del director Mario Gas y Nao Albet coincidieron en las mismas fiestas de un pueblo del pirineo catalán. El niño, de 9 años, llamó la atención de Gas, quien le propuso presentarse a las pruebas del musical The Full Monty que preparaba su padre. 
Empezó su carrera como actor en el teatro a los 10 años, en el musical The Full Monty, dirigida por Mario Gas, y la obra de William Shakespeare Julio César dirigida por Àlex Rigola.
Su debut televisivo fue en la serie de TV3 Majoria Absoluta a los 13 años. La fama le llegó un año después, con el papel de Martí Estelrich en la serie de TV3 Ventdelplà, donde estuvo durante seis temporadas. En 2010, dio el salto a la televisión nacional con el papel de Marcelo en la popular serie de TVE Cuéntame cómo pasó.
Ha desarrollado la mayor parte de su carrera como actor en el teatro, donde ha trabajado con directores de la talla de Mario Gas, Rodrigo García, Àlex Rigola, Calixto Bieito, Josep Mª Pou, Carme Portaceli y Magda Puyo. 
Junto al también actor Marcel Borràs, ha escrito y dirigido más de media docena de obras como Atraco, paliza y muerte en Agbanäspach, HAMLE.T.3 y Mammón, entre otras. En todas sus obras también participa como actor. Junto a Borràs ha obtenido el Premio Butaca a Mejor Texto Teatral por Democracia en 2010 y el Premi de la Crítica de les Arts Escèniques a Mejor Texto Teatral por Mammón en 2016, así como diversas nominaciones. En noviembre de 2016 se les otorga el premio Ojo Crítico de Teatro, de RNE, entregado en una ceremonia en febrero de 2017. En 2021, Atraco, paliza y muerte en Agbanäspach fue premiado con el premio Max a la mejor dirección y finalista del premio a Mejor autoría teatral.

## Música
En su faceta musical, Albet es compositor y toca varios instrumentos entre los que destacan piano y teclados, guitarra y bajo. Empezó a tocar el piano a muy temprana edad, con 5 o 6 años, y posteriormente aprendería a tocar la batería. Es hijo del flautista David Albet. 
De 2009 a 2015 fue cantante y bajista de Bumpie Band, grupo con el que tocaban beat, blues y rock británico de los años 60. Con esta banda grabaron en 2012 un disco de producción propia, I am your Trupperman, que solo está disponible en formato digital en plataformas como Spotify, Bandcamp y Soundcloud. 
En 2015 inicia un nuevo proyecto musical llamado Cactuz, con el que debutó en el Estudi 78 de Barcelona en mayo de 2016.
También es habitual verle cantar e interpretar música en muchos de sus espectáculos, ya sea en musicales (The Full Monty, Safari Pitarra), en teatro (Els nois d'història, L'habitació blava, Atraco Paliza y Muerte en Agbanäspach, Los esqueiters, El Público, etc.), en películas (La película de nuestra vida) y en televisión, en la serie Cuéntame Cómo Pasó, donde su personaje lidera la banda Rosa Chillón en el contexto de la Movida Madrileña.
A partir de 2014, Albet también compone el espacio sonoro de algunas obras de teatro para directores como Àlex Rigola y Magda Puyo.

## Filmografía

### Cine
| Año  | Película                     | Papel            | Director                                                                   |
| ---- | ---------------------------- | ---------------- | -------------------------------------------------------------------------- |
| 2007 | El Kaserón                   | Martín           | Pau Martínez                                                               |
| 2007 | Dibujo de David (corto)      | David            | Iván Morales                                                               |
| 2008 | Forasteros                   | Marc             | Ventura Pons                                                               |
| 2009 | M (corto)                    | Marc             | David Seuba                                                                |
| 2010 | El dios de madera            | Róber            | Vicente Molina Foix                                                        |
| 2015 | Incidencias                  | Jordi            | José Corbacho y Juan Cruz                                                  |
| 2016 | La película de nuestra vida  | Joven            | Enrique Baró                                                               |
| 2018 | Superlópez                   | Ingeniero inglés | Javier Ruiz Caldera                                                        |
| 2021 | Ovella                       | Ove              | Júlia Marcos Lázaro, Daria Molteni, Marc Puig Biel y Sergio Rubio González |
| 2021 | Xtremo                       | Jaro             | Daniel Benmayor                                                            |
| 2021 | El buen patrón               | Albert           | Fernando León de Aranoa                                                    |
| 2023 | El fantástico caso del Golem | Filtro Valencia  | Juan González y Nando Martínez                                             |

### Televisión
| Año         | Serie                                           | Papel               | Cadena                 | Notas             |
| ----------- | ----------------------------------------------- | ------------------- | ---------------------- | ----------------- |
| 2004        | Majoria absoluta                                | Skater              | TV3                    | Episodio "Himnes" |
| 2005 - 2010 | Ventdelplà                                      | Martí Estelrich     | TV3                    | Protagonista      |
| 2010 - 2018 | Cuéntame cómo pasó                              | Marcelo             | TVE                    | Secundario        |
| 2013        | Salaó: temps de conserva                        | Andreu Roig         | TV3                    | Miniserie         |
| 2014        | El Cas dels Catalans                            | Carlos III          | TV3                    | Docuficción       |
| 2016        | Jo, Ramon Llull                                 | Jaime II            | TV3                    | Docuficción       |
| 2016        | Cites / Citas                                   | Marc Armet          | TV3 / Atresmedia       | 2 episodios       |
| 2017        | Casals, la força d'un silenci                   | Pierre Fermat       | TV3 / Euskal Telebista | Telefilme         |
| 2017        | Merlí                                           | Efra                | TV3                    | Secundario        |
| 2018        | Vida Privada                                    | Pat Sabadell        | TV3                    | Miniserie         |
| 2018        | Cançó per a tu                                  | David               | TV3                    | Telefilme         |
| 2018 - 2019 | Benvinguts a la família / Welcome to the Family | Fran García Navarro | TV3 / Netflix          | Protagonista      |
| 2021        | Hache                                           |                     | Netflix                | 2 episodios       |
| 2022        | La ruta                                         | Enric               | Atresplayer Premium    | Secundario        |
| 2022        | Fácil                                           | Vecino 2            | Movistar Plus+         | 1 episodio        |
| 2024        | Tierra de mujeres                               | Oriol               | Apple tv               | 1 episodio        |

### Videoclips
| Año  | Banda Musical       | Nombre                             | Notas                                                                 |
| ---- | ------------------- | ---------------------------------- | --------------------------------------------------------------------- |
| 2011 | Bumpie Band         | "Il trovatore-El cor dels gitanos" | Versión de G. Verdi creada para el programa "Òpera en texans", de TV3 |
| 2012 | Bumpie Band         | "Trupperman"                       |                                                                       |
| 2012 | Manu Guix           | "Crido"                            |                                                                       |
| 2012 | Nao Albet & Mürfila | "Blue room"                        | Música compuesta por Mar Orfila para la obra "L'habitació blava"      |
| 2013 | Bumpie Band         | "Uh, I feel blue"                  | Vídeo grabado para el programa "Bestiari Il.lustrat", de TV3          |
| 2013 | Saint Malo          | "Muere un sinte"                   |                                                                       |
| 2015 | The New Raemon      | "Reina del amazonas"               |                                                                       |
| 2016 | The Saurs           | "Thursday"                         | Imágenes grabadas en Las Vegas para la obra de teatro "Mammón"        |
| 2018 | The New Raemon      | "En el centro del baile"           |                                                                       |

### Teatro
Como actor
| Año       | Obra                                                        | Dramaturgo                                                            | Director                                                                 |
| --------- | ----------------------------------------------------------- | --------------------------------------------------------------------- | ------------------------------------------------------------------------ |
| 2001-2002 | The Full Monty                                              | T. McNally y D. Yazbek                                                | Mario Gas                                                                |
| 2002-2004 | Juli Cèsar / Julio César                                    | William Shakespeare                                                   | Àlex Rigola                                                              |
| 2003      | Compré una pala en Ikea para cavar mi tumba                 | R. García                                                             | Rodrigo García                                                           |
| 2004-2006 | Santa Joana dels escorxadors / Santa Juana de los mataderos | Bertolt Brecht                                                        | Àlex Rigola                                                              |
| 2005      | Tot és perfecte                                             | Ignasi Duarte                                                         | Roger Bernat                                                             |
| 2007      | Temps Real                                                  | Albert Mestres                                                        | Magda Puyo                                                               |
| 2007-2008 | Tirant lo Blanc                                             | Joanot Martorell                                                      | Calixto Bieito                                                           |
| 2008      | Contra el progrés (lectura dramatizada)                     | Esteve Soler                                                          | Antonio Calvo                                                            |
| 2008-2009 | Els nois d'història                                         | Alan Bennett                                                          | Josep Mª Pou                                                             |
| 2010      | Èdip, rei del pop                                           | Albert Tola                                                           | Marta Gil Polo                                                           |
| 2010      | Dictadura-Transició-Democràcia                              | X. Albertí, Ll. Cunillé, R. Bernat, J. Casanovas, N. Albet, M. Borras | Xavier Albertí, Nao Albet, Roger Bernat, Marcel Borràs y Jordi Casanovas |
| 2011      | Conte d'hivern                                              | William Shakespeare                                                   | Carme Portaceli                                                          |
| 2011      | Julieta y Romeo                                             | William Shakespeare                                                   | Marc Martínez                                                            |
| 2012      | Baixos fons                                                 | Máximo Gorki                                                          | Carme Portaceli y Albert Tola                                            |
| 2012      | L'habitació blava                                           | David Hare                                                            | David Selvas y Norbert Martínez                                          |
| 2012      | Solar buit (lectura dramatizada)                            | Jordi Ruiz                                                            | Ivan Labanda                                                             |
| 2012-2013 | Ball de titelles                                            | Ramon Vinyes                                                          | Ramón Simó                                                               |
| 2014      | Consejos de un discípulo de Morrison a un fanático de Joyce | Roberto Bolaño y Antoni García Porta (adaptación de Fèlix Pons)       | Fèlix Pons                                                               |
| 2014      | Safari Pitarra                                              | Jordi Oriol y Josep Pedrals                                           | Jordi Oriol                                                              |
| 2015      | Incerta Glòria                                              | Joan Sales (adaptación de Àlex Rigola)                                | Àlex Rigola                                                              |
| 2015-2017 | El Público                                                  | Federico García Lorca                                                 | Àlex Rigola                                                              |
| 2016      | El coratge de matar                                         | Lars Norén                                                            | Magda Puyo                                                               |
| 2016      | Calma (lectura dramatizada)                                 | Lars Norén                                                            | Magda Puyo                                                               |
| 2017      | Ivànov                                                      | Anton Chekhov (versión libre de Rigola)                               | Àlex Rigola                                                              |
| 2018      | Un enemigo del pueblo                                       | Henrik Ibsen (versión libre de À. Rigola)                             | Àlex Rigola                                                              |

Como director
| Año       | Obra                                            | Dramaturgo                                                            | Director                                                                 |
| --------- | ----------------------------------------------- | --------------------------------------------------------------------- | ------------------------------------------------------------------------ |
| 2007      | Straithen con Freigthen                         | N. Albet y M. Borràs                                                  | Nao Albet                                                                |
| 2009      | Guns, childs and videogames                     | N. Albet y M. Borràs                                                  | Nao Albet y Marcel Borràs                                                |
| 2010      | Dictadura-Transició-Democràcia                  | X. Albertí, Ll. Cunillé, R. Bernat, J. Casanovas, N. Albet, M. Borras | Xavier Albertí, Nao Albet, Roger Bernat, Marcel Borràs y Jordi Casanovas |
| 2011      | HAMLE.T.3                                       | N. Albet y M. Borràs                                                  | Nao Albet y Marcel Borràs                                                |
| 2012      | La monja enterrada en vida                      | Jaume Piquet (adaptación Albet y Borràs)                              | Nao Albet y Marcel Borràs                                                |
| 2013      | Atraco, paliza y muerte en Agbanäspach          | N. Albet y M. Borràs                                                  | Nao Albet y Marcel Borràs                                                |
| 2014      | Llamps de flors sota les ungles                 | Josep Grifoll                                                         | Nao Albet                                                                |
| 2014-2015 | Los Esqueiters                                  | N. Albet y M. Borràs                                                  | Nao Albet y Marcel Borràs                                                |
| 2015      | Mammón                                          | N. Albet y M. Borràs                                                  | Nao Albet y Marcel Borràs                                                |
| 2017      | Words & Music                                   | Samuel Beckett y Morton Feldman                                       | Nao Albet                                                                |
| 2017-2018 | *Les Esqueiters* (renovación de Los Esqueiters) | N. Albet y M. Borràs                                                  | Nao Albet y Marcel Borràs                                                |
| 2018      | Falsestuff. La muerte de las musas.             | N. Albet y M. Borràs                                                  | Nao Albet y Marcel Borràs                                                |
| 2018-2019 | *Mammón* (versión castellana)                   | N. Albet y M. Borràs                                                  | Nao Albet y Marcel Borràs                                                |